# Kwon (cognome)
Kwon (권?, 權, 勸, 㩲, 券?) è un cognome di lingua coreana.

## Possibili trascrizioni
Gwon, Kweon, Kwŏn, Kwun.

## Origine e diffusione
Il cognome Kwon deriva principalmente dai clan Andong Kwon e Yecheon Kwon.
- Andong Kwon: il fondatore del clan Andong Kwon, Kim Haeng (金幸), era originariamente un membro della famiglia reale del clan Gyeongju Kim del regno di Silla. Partecipò alla battaglia di Gochang e aiutò Taejo, che fondò il regno di Goryeo nel 918; il nuovo re conferì a Kim Haeng un nuovo cognome: Kwon (權), poiché poteva giudicare correttamente la situazione e raggiungere uno scopo in modo flessibile (能炳幾達權).[1]
- Yecheon Kwon: secondo alcuni, il cognome originale era Heun (昕). Tuttavia, nel 1197, il nome Heun (昕) fu scelto come nome postumo per il re Myeongjong del regno di Goryeo. Per evitare l'uso del nome postumo di un re, alla famiglia Heun (昕) fu ordinato di cambiare il proprio nome in Kwon (權). Il capo del clan Heun in questo momento divenne Gwon So, l'antenato fondatore del clan Yecheon Kwon. Circa due terzi dei membri del clan vivono nelle province corrispondenti all'antico Gyeongsang. Tutti i membri del clan Heun (昕) scomparvero prima della fondazione di Joseon. Un altro racconto afferma che Jeoksin, Suchang, Seungdan e Seungjo del clan Yecheon Heun (昕) si sposarono con il clan Andong Kwon e in seguito i loro discendenti presero il cognome della madre Kwon (權).

Si tratta del 17º cognome per diffusione in Corea secondo i dati del Korean National Statistics Office del 2015. Nel Paese è portato da circa 706212 persone.

## Persone
- Kwon Boa, meglio nota come BoA, cantante sudcoreana
- Kwon Eun-bi, cantante sudcoreana
- Kwon So-hyun, cantante sudcoreana